# Discusfisk
Discusfisk eller blot Discus er betegnelsen for ferskvandsfisk af slægten Symphysodon. Slægtens tre arter lever i tropisk Amazonas. Fisken kan blive op til 25 cm lang og der er ingen synlige kønsforskelle. Discusfisk er eftertragtede akvariefisk og for mange akvarister er de fiskenes konger.

## Beskrivelse
Fisken har en flad skiveformet krop med små skæl. Halefinnen er kort og afrundet. Ryg og gatfinne og strækker sig fra halefinne og 3/4 frem over kroppen. Snuden er kort med en lille mund med tykke læber. Både finner samt kroppen i sig selv danner en cirkel. De transparente, relativt store brystfinner er afrundede strækker sig til midten af kroppen. Bugfinnerne tilspidsede, lange og smalle. Farven er brun til oliven med blå eller turkise flammende striber som løber ud i ryg og gatfinne. Der er store variationer af omfanget på striberne inden for den samme art alt efter lokalitet og nogle discus har striber over hele kroppen. En mørk tværstribe løber hen over øjet. Yderligere syv til ni mørke tværstriber er spredt over kroppen med den sidste ved haleroden. Tværstriberne kan være mere eller mindre fremtrædende alt efter fiskens humør.

## Udbredelse
Det hidtil kendte udbredelsesområde i Amazonas strækker sig fra Rio Nanay i Peru til Amazonas-deltaet ved den brasilianske kyst. Populationen i Rio Nanay er indført og udsat fra Tefe-området. Fra Rio Grande Amazonas hovedstrøm har discus udbredt sig til mange større bifloder og sø-områder. Inden for dette enorme område er der opstået afgrænsede populationer med betydelige forskelle i farver og aftegninger.

## Økologi
Discusfisk opholder sig i alle vandtyper (hvidvand, klarvand, sortvand og blandingstyper), men altid i miljøer som er relativt livsfjendtlige. Vandet er meget varmt (mindst 29 °C, og op til 34,2 °C), og surt (pH-værdier mellem 4 og 6,5) og praktisk taget fri for opløste mineraler og organiske belastninger (elektrisk ledningsevne < 30 μS/cm, total hårdhed < 1 ° GH, total ammonium niveau < 0,5 mg/l). Discusfisk opholder sig i bredregionen og i oversvømmede områder. Deres levesteder er normalt fri for vegetation, men rigt på rødder, dødt ved, tykke lag af nedfaldne blade eller med oversvømmede træer og buske, som byder på mange skjulesteder. Lejlighedsvis findes de under et dække af flydeplanter eller "flydende øer". De kan også findes blandt forrevne klipper med mange gemmesteder.
Ifølge undersøgelser af fiskenes maveindhold, lever de hovedsagelig af zooplankton, insektlarver, små børsteorme, små ferskvandsrejer samt nedbrudt plantemateriale. En særlig stor del af kosten udgøres af larverne fra døgnfluer, dansemyg og glasmyg. Med en målrettet vandstrøm kan discusfisken frilægge fødeemner, der er skjult i bundlaget eller under dødt plantemateriale, Tilsyneladende er alle diskosfisk i naturen værter for parasitter. Især tarmflagellater og gælleorm er regelmæssige følgesvende, men sunde værtsdyr tager tilsyneladende ikke skade af parasitterne.

## Adfærd og reproduktion
Discusfisk bliver kønsmodne i alderen fra syv til tolv måneder. De lever i mindre eller større sociale grupper, ud af hvilke fiskene danner par. I naturen påvirkes fertiliteten af tilgængeligheden af bestemte næringsemner (ferskvandrejer af slægten Macrobranchium), der påvirker hormonbalancen af fisken.
Parringsritualet varer et par timer, hvorefter et gydesubstrat udvælges, hvilket er altid en levende (blad) eller dødt (træ, sten) lodret overflade. Det valgte æglægningssted rengøres grundigt af parret med munden. Ud af de op til 300 æg (gennemsnitlig længde 1,4 mm, bredde på 1,17 mm), som klæber til legesubstratet med en kort hæftetråd, klækkes fiskelarverne efter to og en halv dag. Forældrene hjælper til med klækningen ved at tygge ud larverne fra ægskallen. Derefter bliver larverne, som også har hæfte organer, igen anbragt på en lodret overflade. Fire dage efter klækningen svømmer larverne frit og begynder straks at søge føde.
Yngeladfærden frem til den faktiske gydning styres af det mandlige kønshormon testosteron og androstenon, adfærden i gyde-og larvestadiet påvirkes af hypofysehormonet prolaktin. Prolactin påvirker ikke kun yngelpleje og social adfærd, men medfører også en let hævelse af overhuden og stimulerer udskillelse af slim. Dette er vigtigt, fordi larverne spiser af forældrenes overhud i den første tid efter de svømmer frit. De bider ganske små partikler af forældrenes overhus, som under yngleperioden er beriget kulhydrater og fedt. Denne form for ernæring af larvernes er også observeret hos andre ciclider (Pterophyllum altum, Australoheros facetum og Astronotus sp.), Under ernæringen af ynglen afløser forældrene hinanden regelmæssigt og gennem bevægelse og farveskift tilskyndes ynglen at skifte. Fire dage efter at ynglen er fritsvømmende, begynder larverne spise andre fødevarer, men er afhængig af forældrenes hud som grundnæring i mindst fire uger.

## Systematik
Slægten har været genstand for mange undersøgelser og usikkerhed om artsinddelingen, bl.a. på grund at den store variation i farver og aftegninger. De seneste undersøgelser er kommet frem til følgende arter inden for slægten:
S.discus: - Heckel 1840 (Ægte discus eller heckel discus)
S.aequifasciatus : - Pellegrin 1904 (Grøn discus)
S.haraldi : - Schultz 1960 (Brun discus)

## Akvariehobby
Blandt de fleste akvarister regnes discusfisken for kongen blandt akvariefisk. Men discusfisk hører til de mere vanskelige arter at pleje i akvarium, bl.a. stiller de store krav til vandets kvalitet. Discus kan ofte være meget sky fisk og nemme at skræmme, og det kan være en ulempe hvis de holdes sammen med mere aktive arter. Man bør undgå at holde discus sammen med scalarer, da sidstnævnte ofte er værter for parasitter som er skadelige for discus. Discusfisk kan være vanskelige at opdrætte og kunsten består ofte i at få dannet et passende forældrepar.
Vandtemperaturen bør være 28 til 31 °C; pH værdi: 6,0–7,2; karbonathårdhed: 3–4 °dKH; totalhårdhed: 4–5 °dGH. Hvis der efterstræbes en indretning af akvariet der efterligner de naturlig forhold bør det dekoreres med rødder og anvendes dæmpet belysning. Bundlaget bør være blødt eller findelt. I discusfiskens naturlige miljø er der sparsomt med planter, men hvis der skal være planter i akvariet bør man vælge arter som kan tolerere ved konstante temperaturer over 28 °C. Planter fra slægterne Anubias, Cryptocoryne, Echinodorus, Vallisneria anbefales.
Discusfisk er meget modtagelige for sygdomme og bliver nemt påvirket af dårlig vandkvalitet. Sunde fisk er kendetegnet af relativt små øjne og klare farver og svømmer nysgerrigt rundt i akvariet. Ryggen skal være afrundet. Syge fisk skiller sig ofte ud fra gruppen og står for sig selv med mørke farver. Ofte nægter syge fisk at tage næring til sig.
Igennem årene er der fremavlet et utal af varianter. Royal Blue var en af de tidlige kulturtyper som stadig er meget eftertragtede. Ved denne type er de blå aftegninger meget fremtrædende og dækker kroppen og finnerne.